# Hits (Rosanna Fratello)
Hits è un album raccolta inciso da Rosanna Fratello, pubblicato dall'etichetta Ariston nel gennaio 1973.

## Tracce
1. Sono una donna, non sono una santa (A. Testa, E. Sciorilli)
2. Un rapido per Roma (L. Rossi)
3. Vitti 'na crozza (I. Privitera, V. Alberti)
4. Una rosa, una candela (C. Conti, G. Argenio)
5. Amsterdam (Pace, Panzeri, P. Calvi)
6. Piango d'amore (A. Balducci, G. Lombardi)
7. Non sono Maddalena (G. Conte, V. Pallavicini)
8. Ciao anni verdi  (A. Celentano, N. De Luca, V. Pallavicini)
9. Vola, vola, vola (A. L. Dommarco, G. Albanese)
10. Io canto per amore (A. Favata, A. Balducci, G. Guarnieri)
11. Il mio sguardo è uno specchio (C. Rustichelli, Pietro Germi)
12. Io ti amo alla mia maniera (G. Conte, V. Pallavicini)